# 北海道医療大学駅
北海道医療大学駅（ほっかいどういりょうだいがくえき）は、北海道石狩郡当別町字金沢にある北海道旅客鉄道（JR北海道）札沼線（学園都市線）の駅。同線の終着駅である。駅番号はG14。事務管理コードは▲130223。

## 歴史
北海道医療大学の前身・東日本学園大学の請願により、キャンパスの最寄り駅として開設された。
札沼線（学園都市線）は桑園駅 - 当駅までの区間で増発・交流電化などの輸送改善が行われた一方で、当駅以遠は利用客の減少により2020年（令和2年）5月7日に廃止されたため、同日以降同線の終着駅となっている（詳細は路線記事参照）。

### 年表
- 1981年（昭和56年）12月1日：日本国有鉄道（国鉄）札沼線の大学前仮乗降場として開業[新聞 1]。旅客のみ取扱い。
- 1982年（昭和57年）4月1日：駅に昇格し、大学前駅となる[報道 3][報道 4]。
- 1986年（昭和61年）3月3日：札幌圏の普通列車増発に伴い、当駅折り返し列車が設定される[4]。
- 1987年（昭和62年）4月1日：国鉄分割民営化に伴い、北海道旅客鉄道（JR北海道）に継承[5]。
- 1995年（平成7年）
  - 3月16日：北海道医療大学駅に改称[6][5]。
  - 12月1日：折り返し列車専用ホーム（2番線）新設[新聞 2]、既存のホームが1番線となる。同時に全国初の分岐器融雪ピット[注釈 1]を設置[7][8]。
- 1996年（平成8年）3月16日：石狩当別 - 新十津川間で当駅以北へ運行する列車のワンマン運転開始[9]。
- 2000年（平成12年）：当駅を含む桑園 - 石狩月形間に自動進路制御装置 (PRC) を導入[10]。
- 2007年（平成19年）10月1日：駅番号設定（G14）[報道 5]。
- 2008年（平成20年）10月25日：IC乗車券「Kitaca」の利用が可能となる（札幌方面のみ）[報道 6]。
- 2012年（平成24年）6月1日：札沼線（学園都市線）の桑園駅 - 当駅間が電化（交流20,000 V・50 Hz）[報道 7][報道 8]。
- 2020年（令和2年）
  - 4月17日：この日が当駅 - 新十津川駅間の最終運行日となり、以降、同区間は全便運休となる[報道 2]（繰り上げの経緯については「札沼線#最終運行の繰り上げ・廃止」を参照）。
  - 5月7日：当駅 - 新十津川駅間廃止[報道 1][新聞 3][新聞 4][新聞 5]、終着駅となる。

### 駅名の由来
旧名の「大学前」は東日本学園大学（当時）のキャンパス前に設置されたことから。その後大学名が1994年（平成6年）に現名に改称された翌年、駅名も改称となった。
なお、北海道医療大学は2028年（令和10年）4月をめどに北広島市へ移転する予定であり、JR北海道では駅名を変更する意向を示している。

## 駅構造
地上駅。変則的な2面2線を持つ。
開設当初は単式ホーム1面1線（現1番線）に駅舎を設けた駅であったが、1995年（平成7年）に当駅折り返し列車用に行き止まり（頭端式ホーム様）の2番線を設置した。
その後、東側（1番線・2番線終端方）の改札口（以下、便宜上東改札口と呼称）北海道医療大学と改札口の直結通路整備、旧駅舎の撤去、当駅以遠の鉄道廃止にむけてのバスターミナル機能（待合室等）整備、2番線の桑園方への改札口（以下、便宜上西改札口と呼称）新設、1番線の行き止まり化により現行の形態となった。
当別駅管理の無人駅。東改札口は北海道医療大学キャンパスへ直結する通路が設けられており、併せてバスターミナル・待合室・トイレが整備されている。

### のりば
| 番線 | 路線                  | 行先     |
| ---- | --------------------- | -------- |
| 1・2 | ■札沼線（学園都市線） | 札幌方面 |

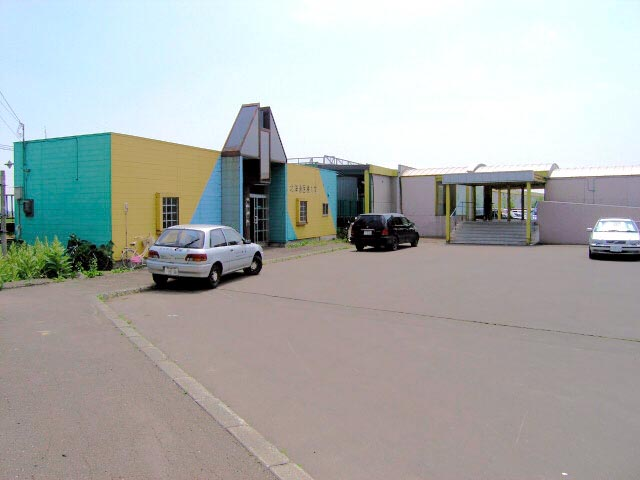
旧駅舎（2004年6月）
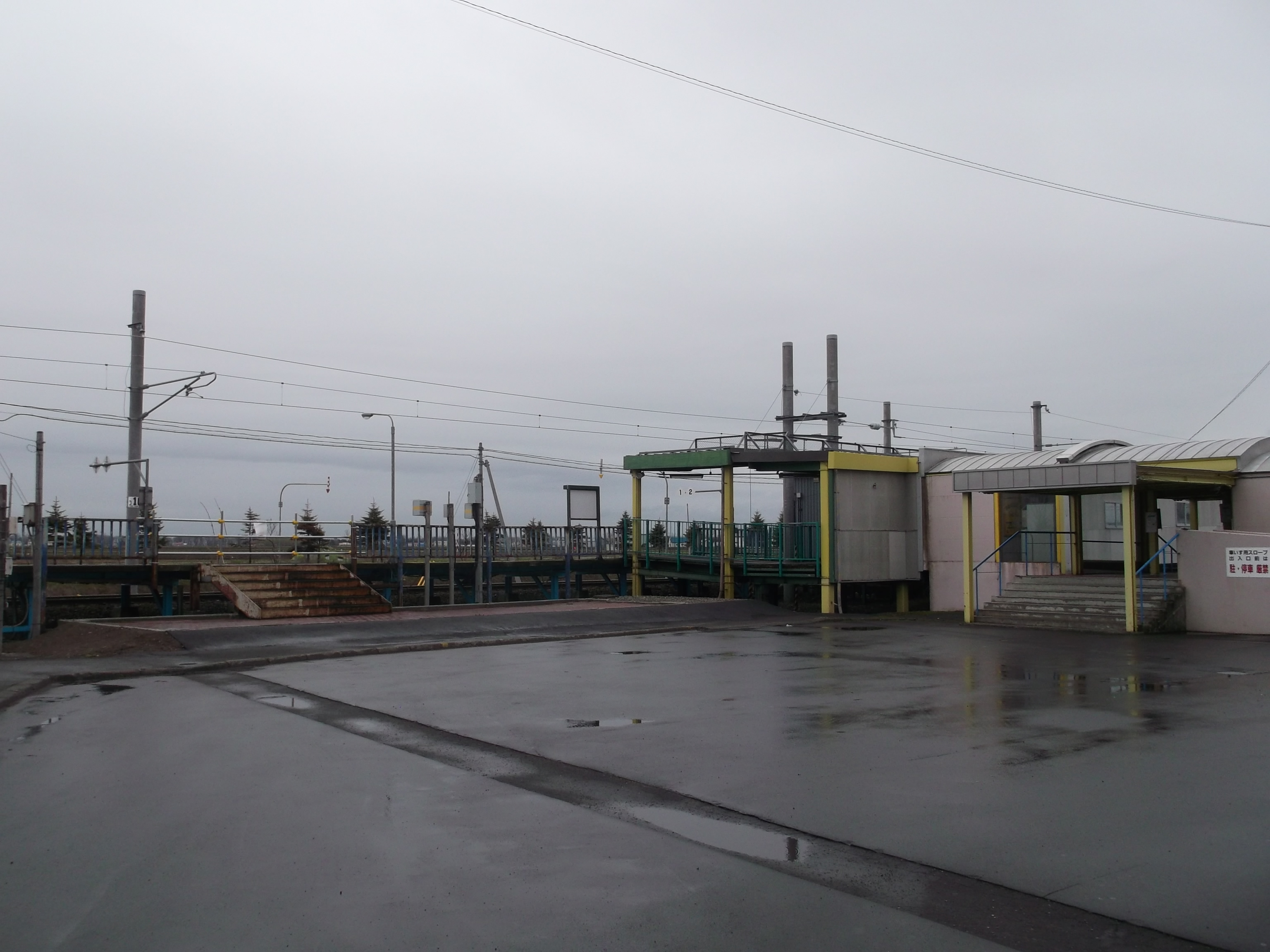
旧駅舎撤去後の駅東側（2013年5月）
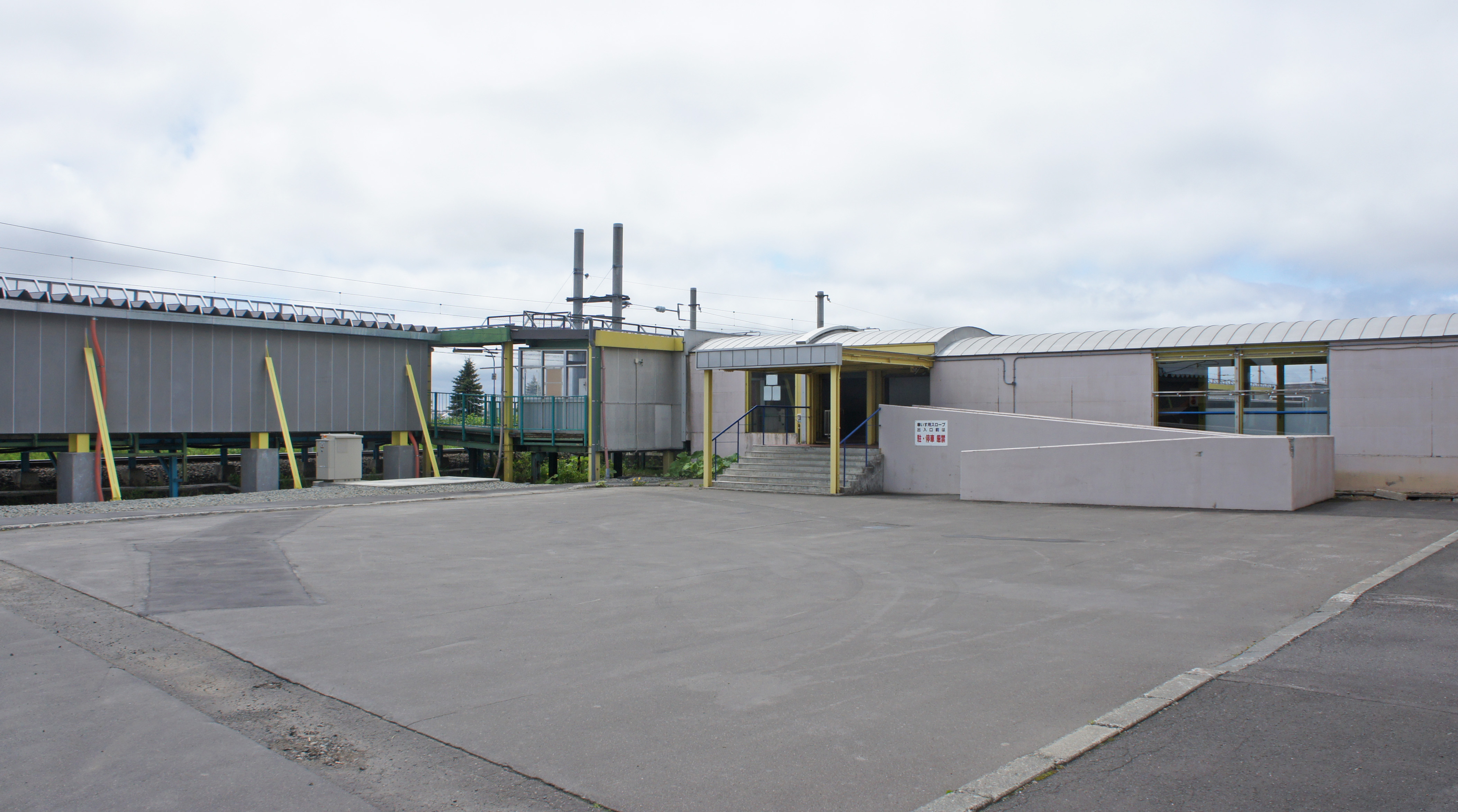
東口東側（2020年5月）
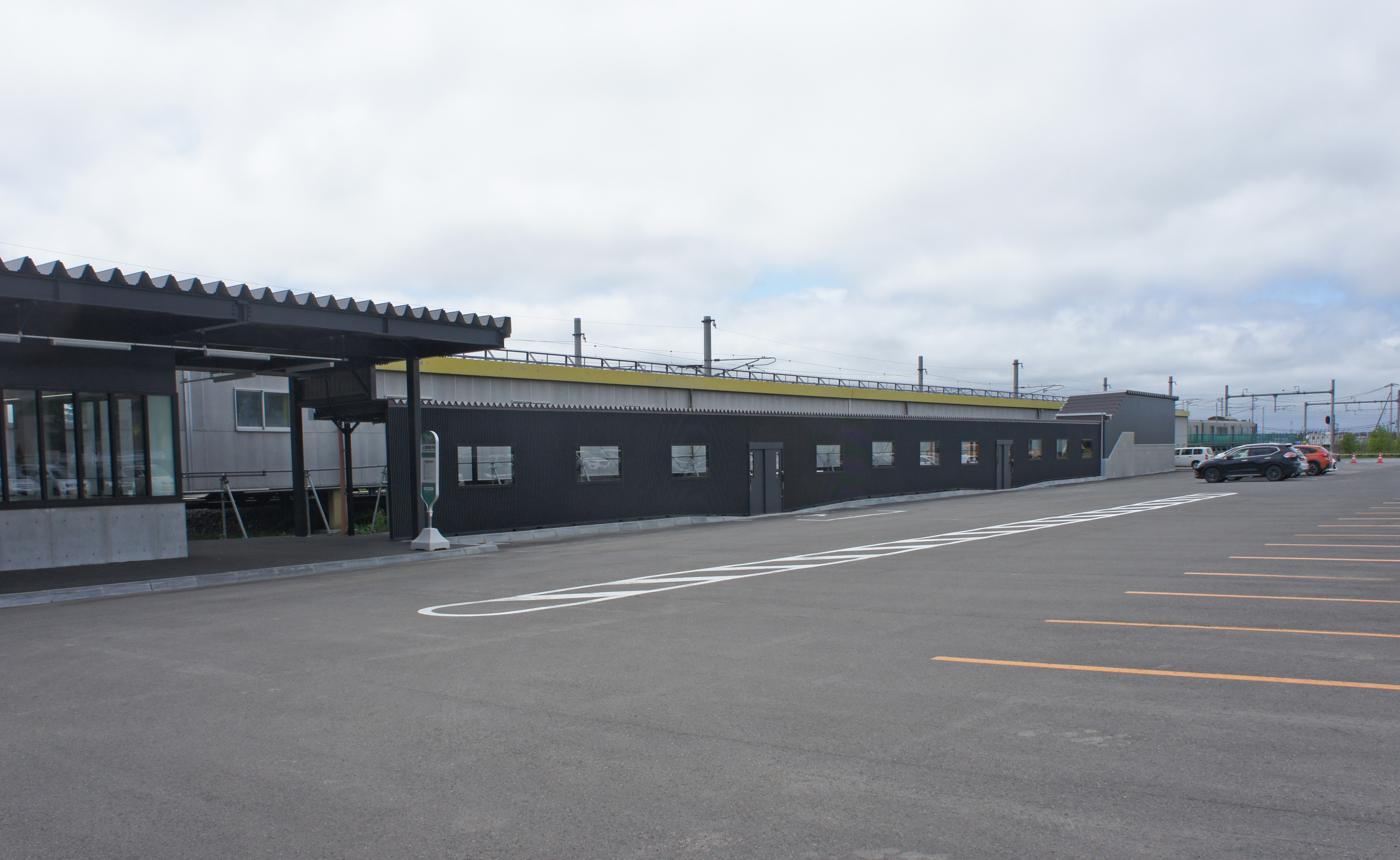
西口（2020年5月）
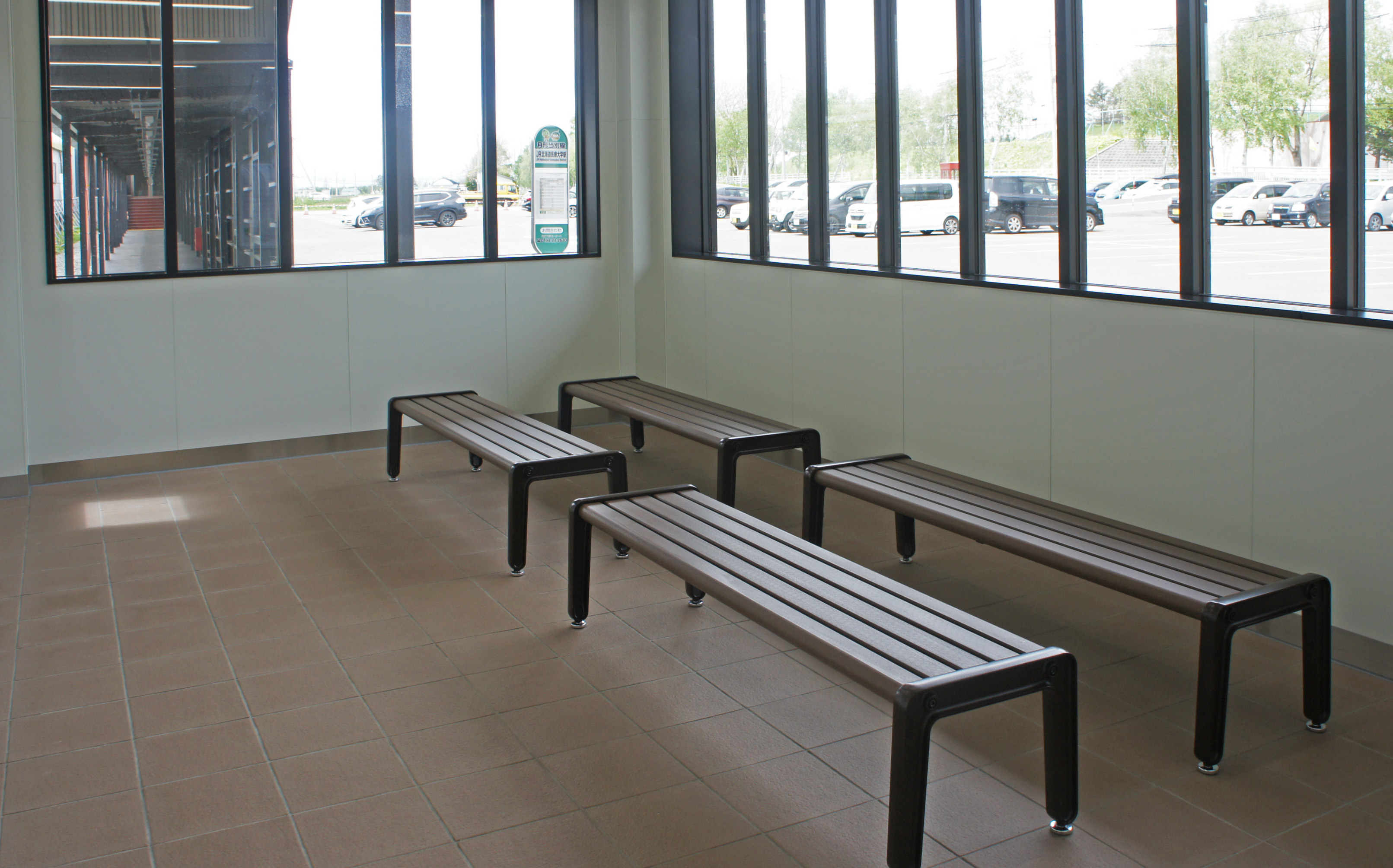
東口待合室（2020年5月）
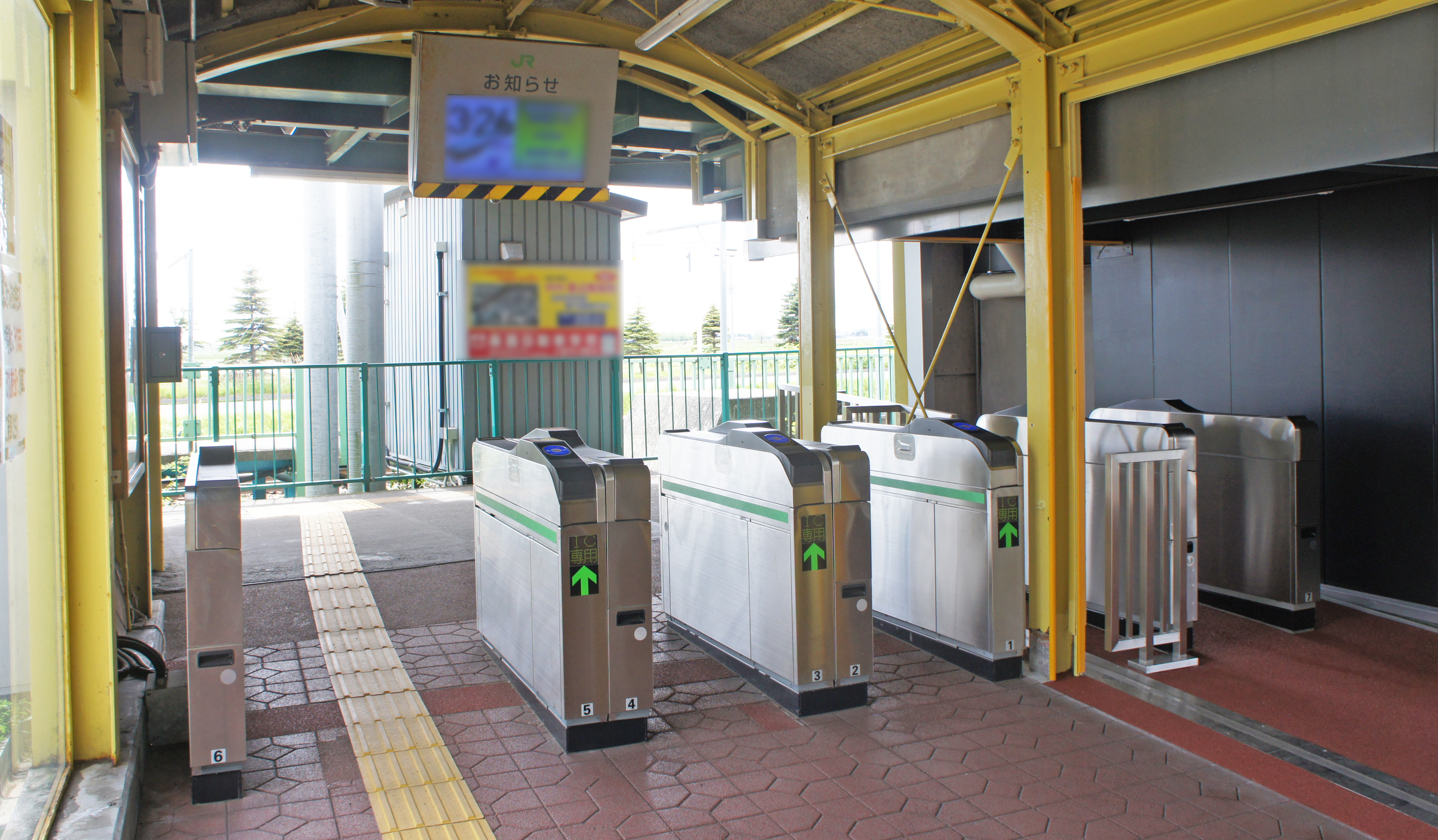
東改札口（2020年5月）
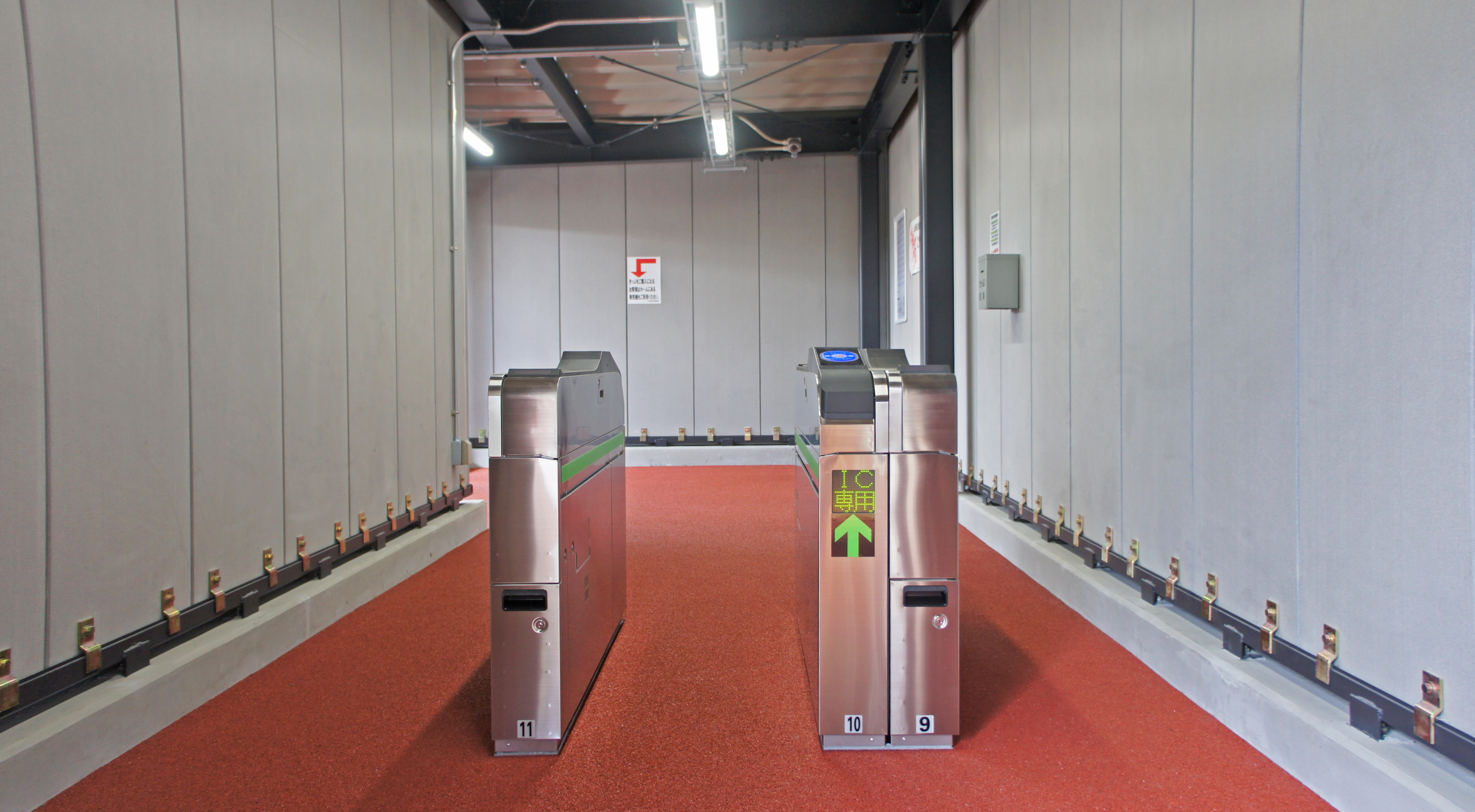
西改札口（2020年5月）
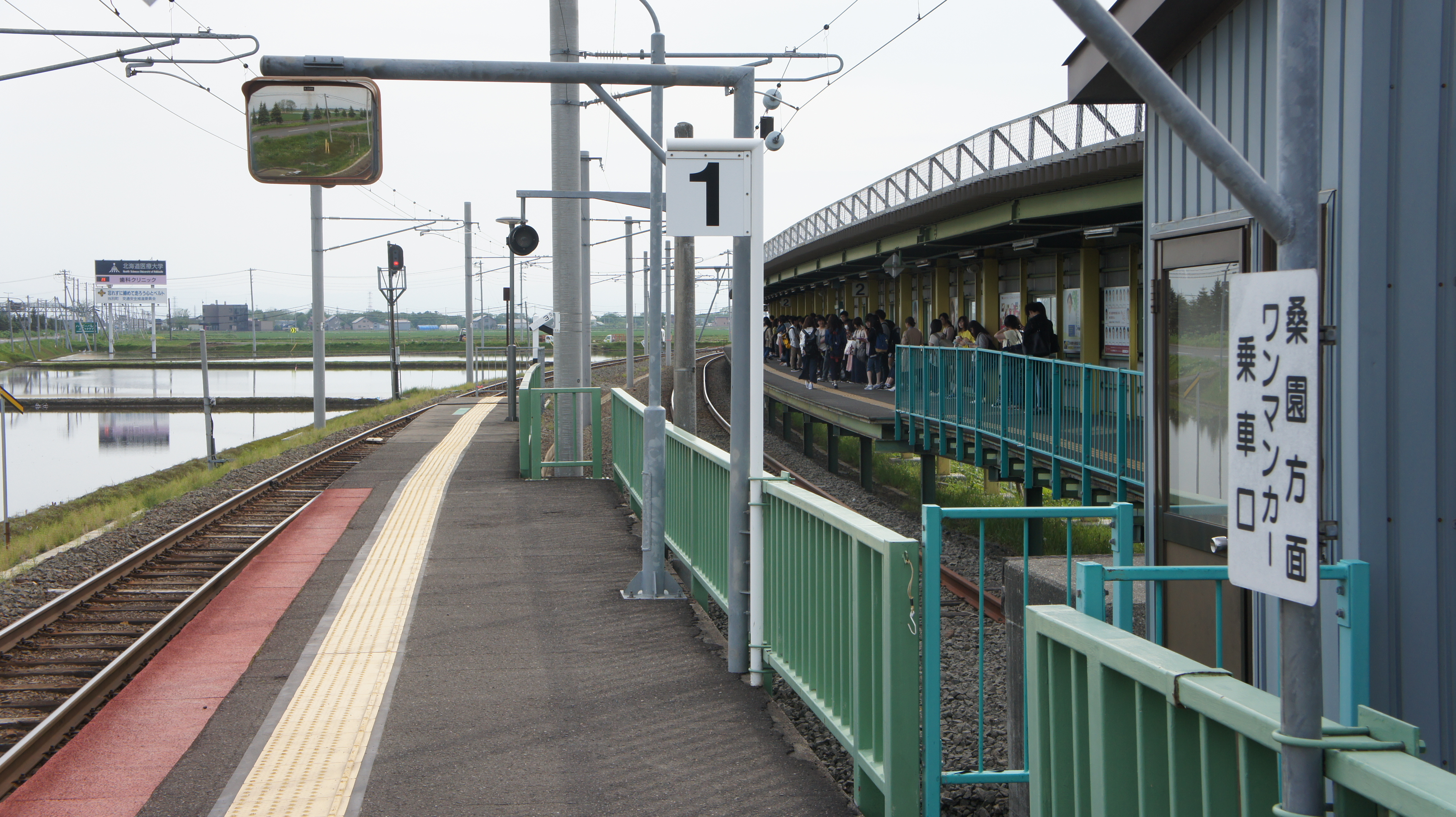
1番線ホーム（2017年5月）
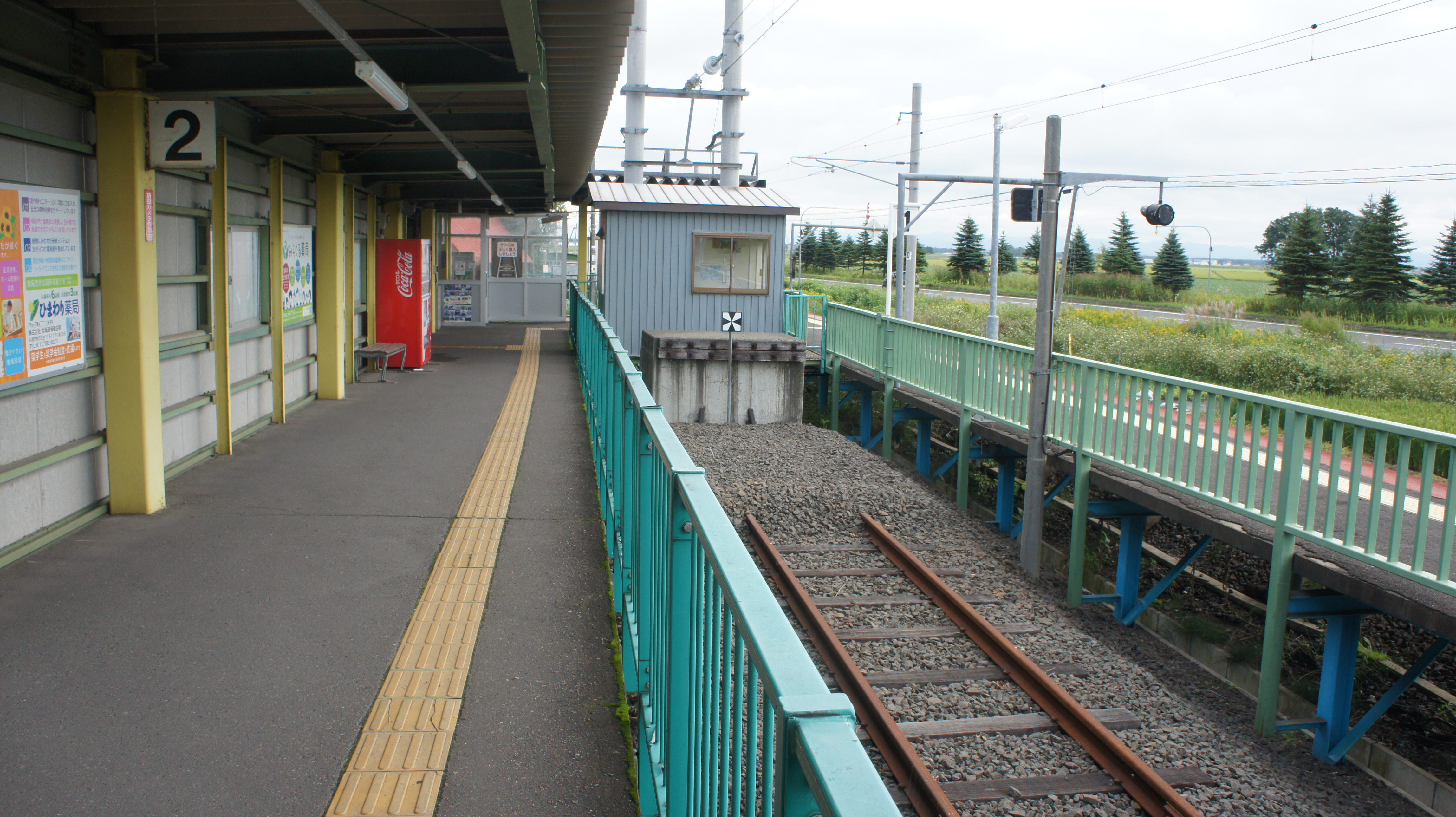
2番線に設置されている車止め（2018年8月）
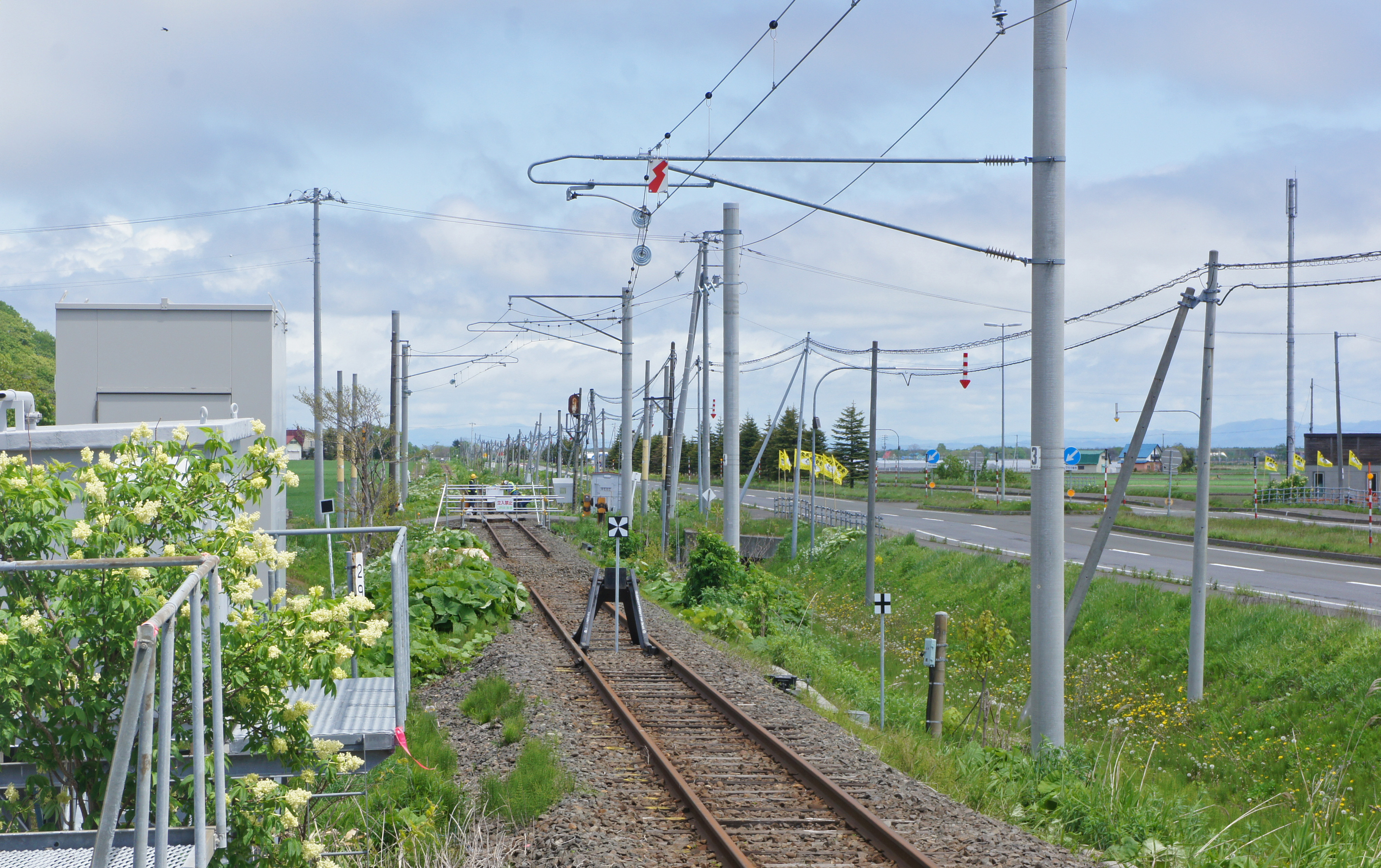
1番線より線路終端を望む。廃止直後のため終端設備は暫定形となっている（2020年5月）
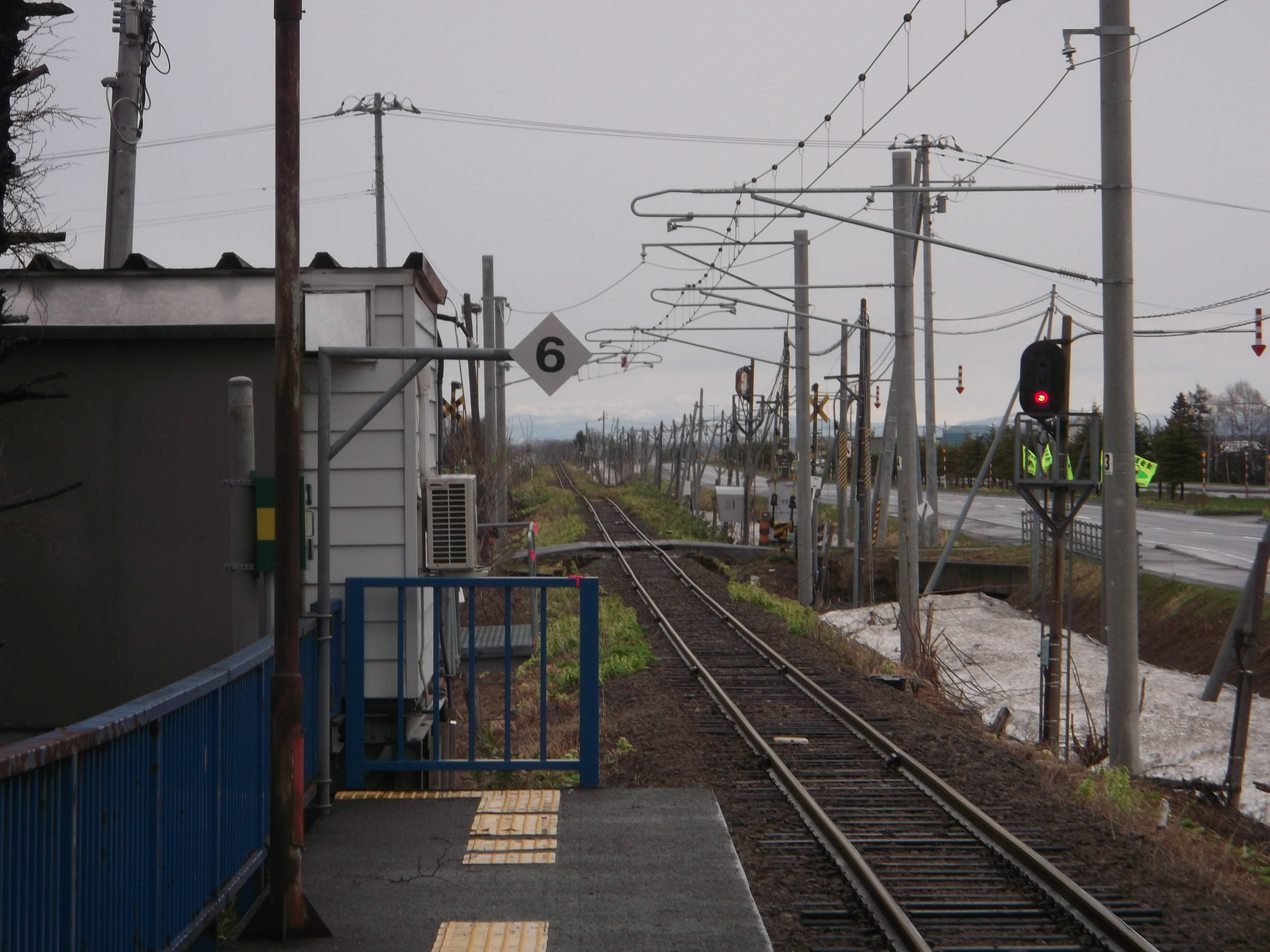
当駅以遠廃止前の1番線新十津川方架線終端（2013年5月）

## 利用状況
- JR北海道によると、乗車人員（特定の平日の調査日）平均は以下のとおりである。

| 調査対象の5年間                    | 5年間の各調査日における 平均乗車人員 （人） | 出典        |
| ---------------------------------- | ------------------------------------------- | ----------- |
| 2012 - 2016年（平成24 - 28年）     | 2,033.0                                     | [ 報道 10 ] |
| 2013 - 2017年（平成25 - 29年）     | 2,171.4                                     | [ 報道 11 ] |
| 2014 - 2018年（平成26 - 30年）     | 2,283.8                                     | [ 報道 12 ] |
| 2015 - 2019年（平成27 - 令和元年） | 2,369.4                                     | [ 報道 13 ] |

- 国土交通省による「当別町地域公共交通総合連携計画」によると近年の推移は下表のとおり。

| 乗車人員推移       | 乗車人員推移 |
| 年度               | 1日平均人数  |
| ------------------ | ------------ |
| 1999年（平成11年） | 996          |
| 2000年（平成12年） | 1,026        |
| 2001年（平成13年） | 951          |
| 2002年（平成14年） | 1,117        |
| 2003年（平成15年） | 1,151        |
| 2004年（平成16年） | 1,337        |
| 2014年（平成26年） | 1,700        |

## 駅周辺
周辺には、大学のほかには民家および田畑が見られる。
- 国道275号
- 北海道医療大学当別キャンパス
  - ゆうちょ銀行 札幌支店 北海道医療大学内出張所
- 当別ふれあいバス「北海道医療大学」停留所[14]
- 下段モータース 月形当別線（札沼線廃止区間代替）「JR北海道医療大学駅」停留所[15]
- セイコーマート北海道医療大学店

## 隣の駅
北海道旅客鉄道（JR北海道）
■札沼線（学園都市線）
当別駅 (G13) - 北海道医療大学駅 (G14)

### かつて存在した路線
北海道旅客鉄道（JR北海道）
札沼線（廃止区間）
北海道医療大学駅 (G14) - 石狩金沢駅